# Néville
Néville ist eine französische Gemeinde im Département Seine-Maritime in der Region Normandie. Sie hat 1.339 Einwohner (Stand: 1. Januar 2022) und gehört zum Kanton Saint-Valery-en-Caux und zum Arrondissement Dieppe.

## Geografie
Néville liegt etwa 29 Kilometer westsüdwestlich von Dieppe nahe der Alabasterküste. Umgeben wird Néville von den Nachbargemeinden Saint-Valery-en-Caux im Norden, Cailleville im Osten und Nordosten, Pleine-Sève im Osten und Südosten, Drosay im Süden und Südosten, Crasville-la-Mallet im Süden, Ocqueville im Südwesten, Saint-Riquier-ès-Plains im Westen sowie Ingouville im Nordwesten.

## Bevölkerungsentwicklung
| Jahr                       | 1962 | 1968 | 1975 | 1982 | 1990 | 1999 | 2006 | 2013 |
| Einwohner                  | 690  | 679  | 559  | 883  | 1109 | 1090 | 1101 | 1196 |
| Quellen: Cassini und INSEE |      |      |      |      |      |      |      |      |

## Sehenswürdigkeiten

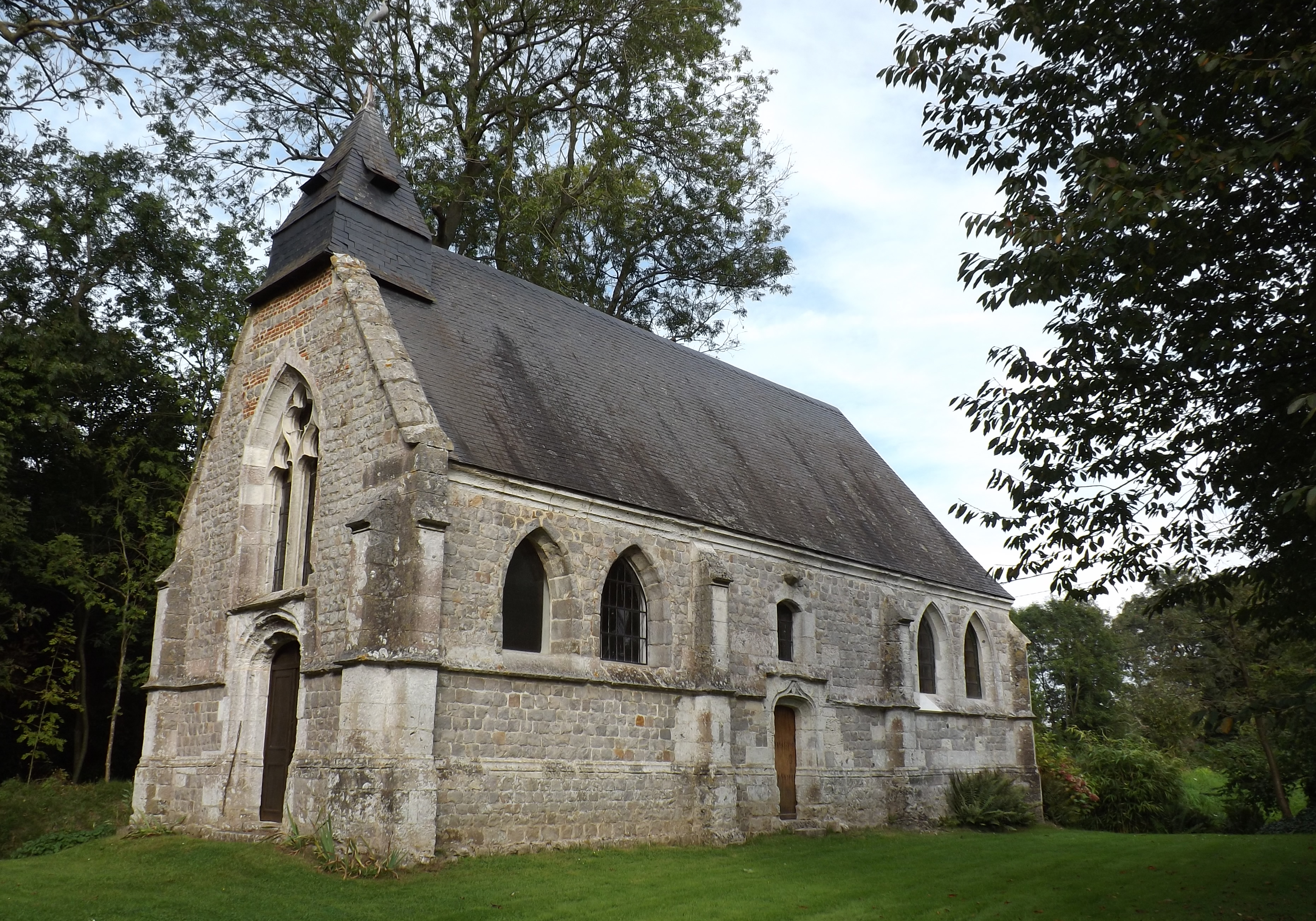
Kapelle Saint-Jean-Baptiste

- Kirche Saint-Martin aus dem 16. Jahrhundert
- Kapelle Saint-Jean-Baptiste aus dem 16. Jahrhundert
- Schloss Les Brosailles, 1824 erbaut
- Taubenschlag aus dem 17. Jahrhundert